# Santuario del Capocroce
Il santuario di Maria Santissima di Capocroce è un luogo di culto cattolico di Frascati, appartenente alla città metropolitana di Roma Capitale e alla Sede suburbicaria di Frascati.

## Descrizione
La chiesa è dedicata alla Vergine Maria poiché, durante il Sacco di Roma del 1527, secondo la tradizione il 29 ottobre la Madonna fermò i lanzichenecchi, che si avviavano a razziare Frascati, apparendo e pronunciando queste parole: "Indietro, o fanti, questa terra è mia", risparmiando a Frascati il saccheggio sicuro. Due anni dopo fu costruita una piccola cappella che poteva ospitare al massimo dieci persone. Dopo il 1612 fu costruito il santuario, inaugurato il 5 maggio 1613. La zona della chiesa è posta all'incrocio tra via Tuscolana e via Gregoriana (diretta a Colonna), da cui il nome di "capocroce".
Originariamente in luogo della chiesa vi era un'edicola di proprietà della Confraternita del Gonfalone, edificata attorno al XIV secolo, e così descritta dal Seghetti:
Proprio Girolamo De Rossi, avvocato concistoriale, nel 1610 volle sostituire la cappellina con una chiesa più capiente, che venne completata e inaugurata il 5 maggio 1612 al cospetto del cardinale vescovo Giovanni Evangelista Pallotta.
Il 29 gennaio 1944 un bombardamento aereo americano distrusse completamente la chiesa, risparmiando solamente la facciata, che è del 1600 come le campane; anche l'immagine settecentesca della Madonna fu trovata sotto le macerie. L'oratorio è stato voluto da papa Pio X. I Salesiani sono stati a Capocroce dal 1912, dall'anno seguente hanno guidato l'oratorio che hanno lasciato nel 1995; hanno preso il loro posto i sacerdoti della Sede Suburbicaria di Frascati. L'8 settembre 1947 inizia la ricostruzione del santuario che viene terminata sette anni dopo, quando il 28 aprile 1954 il vescovo Biagio Budellacci la consacra.
All'interno si trova L'Annunciazione dell'artista Mario Titi. Accanto alla chiesa sorgono l'ampio teatro di Capocroce e la Casa del Clero, con gli uffici della Caritas diocesana.